# Narcisa Martínez
Narcisa Martínez Quiles (Madrid, 1967) es una bióloga e inmunóloga española especializada en investigación sobre inmunodeficiencia. Ha conseguido reconocimientos internacionales como el Premio a la Excelencia Paul A. Dobuler en Boston y el Premio de la Sociedad de Inmunología Clínica, ambos por su trabajo en la Escuela de Medicina Harvard.

## Trayectoria
Martínez estudió biología molecular y se licenció en 1989 en la Universidad Autónoma de Madrid. Obtuvo la residencia en el Hospital 12 de Octubre de esa misma ciudad en el examen nacional de España, y obtuvo la certificación de inmunóloga por el Consejo de Salud de España. Simultáneamente a esta residencia, inició estudios de doctorado y se doctoró en inmunología médica por la Universidad Complutense de Madrid en 1997, con la tesis Influencia del sistema principal de histocompatibilidad en la transmisión vertical del HIV. De 1992 a 1993 trabajó en el laboratorio de auto-inmunología, y de 1993 a 1995 formó parte del equipo de trasplantes del Hospital 12 de Octubre como especialista inmunóloga. Continuó su trabajo postdoctoral en Boston, en la Escuela de Medicina Harvard de 1997 a 2002, y con el doctor Raif S. Geha en la división de inmunología del Hospital infantil desde 2002 a 2004.
Durante su trabajo en Boston, Martínez Quiles consiguió el Premio Paul A. Dobuler a la Excelencia en Investigación de Inmunodeficiencia y el Premio de la Sociedad de Inmunología Clínica. En 2004 regresó a España. Consiguió una beca de la Unión Europea, Marie Curie International Reintegration Grant, durante 2 años y los siguientes 3 años una beca del Ministerio de Sanidad español. Después inició varias vías de investigación independientes integrándose en distintos grupos de investigación dentro de la UCM. La investigación de Martínez se centra en el estudio de la regulación del citoesqueleto durante la motilidad bacteriana y celular. En 2018 investigó con una beca del Programa Fulbright en el departamento de inmunología y microbiología del NIH, desarrollando su trabajo en el laboratorio de enfermedades auto-inflamatorias.
El trabajo de Martínez tiene reconocimiento internacional, en los premios conseguidos, en colaboraciones así como en su participación en juntas editoriales y grupos de la Comisión Europea. Con el grupo Infect-ERA tiene publicaciones en Plos Pathogens y Cell host and Microbe.
Martínez es investigadora en inmunología, miembro del grupo investigador Complutense de Inmunología y tiene varias publicaciones como autora principal publicadas en revistas de investigación como Nature Cell Biolog. También es profesora e investigadora desde 2009 en la Universidad Complutense de Madrid y desde 2016 profesora titular.
Martínez participa en conferencias, debates y actividades tanto de expertos como de difusión científica. Durante la pandemia de COVID-19, participó en diferentes medios que organizaron actividades sobre la efectividad de las vacunas que se están desarrollando contra el SARS-CoV-2, y también publicando artículos como, por ejemplo, ¿Seguiré protegido con la vacuna si hay nuevas mutaciones del coronavirus?. Participó el 21 de abril de 2020 con la conferencia de título Respuesta inmunitaria frente al SARS-CoV-2: ¿solución o problema? en la actividad organizada por la Asociación de Antiguos Alumnos del Programa Fulbright. El 11 de febrero de 2021 participó en la tertulia organizada por RTVE con el título La ciencia frente al COVID-19: ¿Cómo se fabrica la vacuna?

## Obras seleccionadas
- 2021 ¿Seguiré protegido con la vacuna si hay nuevas mutaciones del coronavirus?[10][9]

## Reconocimientos
- 1999 Premio Paul A. Dobuler a la Excelencia en Investigación de Inmunodeficiencia
- 2002 Premio Von L Meyer. Hospital infantil de Boston
- 2004 Premio de la Sociedad de Inmunología Clínica. Especialista en Inmunología, Ministerio de Sanidad (España)
- 2018 Programa Fulbright Scholar[1]